# Wolfersdorf (Kastl)
Wolfersdorf ist ein in der Oberpfalz gelegener Weiler, der ein Gemeindeteil von Kastl ist.

## Lage
Der Ort befindet sich in der Region Oberpfälzer Jura und liegt in der nach Utzenhofen benannten Gemarkung. Wolfersdorf ist einer von 39 Ortsteilen des Marktes Kastl. Der Weiler liegt vier Kilometer südwestlich von Kastl und Lauterhofen ist fünf Kilometer entfernt.

## Verkehr
Die Staatsstraße 2240 verläuft südöstlich des Ortes, mit dieser ist der Weiler über eine drei Kilometer lange Gemeindeverbindungsstraße verbunden, die bei Utzenhofen in die Staatsstraße mündet. Eine zweite Gemeindeverbindungsstraße führt nordwärts zur Bundesstraße 299, die sie nach dreieinhalb Kilometer bei Sankt Lampert erreicht. Eine ebenfalls dreieinhalb Kilometer lange Gemeindeverbindungsstraße führt über Thürsnacht zur Kreisstraße NM 1, in die sie ein wenig südlich von Engelsberg mündet. Vom ÖPNV wird der Ort mit der Buslinie 445 des VGN angefahren.

## Kultur und Sehenswürdigkeiten

### Bauwerke
Mit einer aus dem 18. Jahrhundert stammenden Marienkapelle und einem Backofen gibt es am östlichen Ortsrand von Wolfersdorf zwei denkmalgeschützte Bauwerke.